# Hugo Philtjens
Hugo Philtjens, né le 17 juin 1949 à Hasselt est un homme politique belge flamand, membre du OpenVLD.
Il est diplômé A2 (enseignement moyen technique supérieur), régent (RNS, 1956), licencié en sciences politiques, sociales et administratives (KUL, 1973); ancien fonctionnaire.

## Fonctions politiques
- conseiller communal à Kortessem (1982 - )
- conseiller provincial de la province de Limbourg (1991 - 1999)
- bourgmestre de Kortessem (1989 - )
- député fédéral (1999 - 2003)
- Député au Parlement flamand :
  - depuis le 6 juillet 2004  au 7 juin 2009